# Ernesto Maggi
Ernesto Maggi (Mola di Bari, 5 novembre 1935) è un politico italiano.

## Biografia
Esponente del Movimento Sociale Italiano - Destra Nazionale, si candidò più volte alle elezioni politiche, sia alla Camera (1976, 1979, 1983 e 1987) che al Senato (1992).
In occasione delle elezioni amministrative del 1993 fu eletto sindaco di Mola di Bari.
Nel 1995 aderì ad Alleanza Nazionale e alle politiche del 1996 fu eletto senatore nelle file del Polo per le Libertà, attraverso il recupero proporzionale.
Alle politiche del 2001 fu eletto alla Camera nelle liste di AN.
Non rieletto alle politiche del 2006, passò a La Destra e alle politiche del 2008 si candidò senza successo al Senato con La Destra - Fiamma Tricolore.